# Astrup (Bryndum Sogn)
 For alternative betydninger, se Astrup. (Se også artikler, som begynder med Astrup)
Astrup er en bebyggelse og et ejerlav i Bryndum Sogn, og det ligger i den nordligste del af sognet, nord for selve Bryndum i 6715 Esbjerg N.
Stednavnet "Astrup" kan føres tilbage til 1606, hvor det hed Åstrup, og refererer til at bebyggelsen ligger nær en å, nemlig Astrup Bæk. Ved udskiftningen i 1786 fandtes der kun seks gårde i området, og de lå alle nær åen. Efter udskiftningen blev bebyggelsen spredtliggende i området, og voksede bebyggelsen til 10 gårde i 1862 og 15 i 1901.